# 昆科 (智利)
38°55′S 72°2′W / 38.917°S 72.033°W

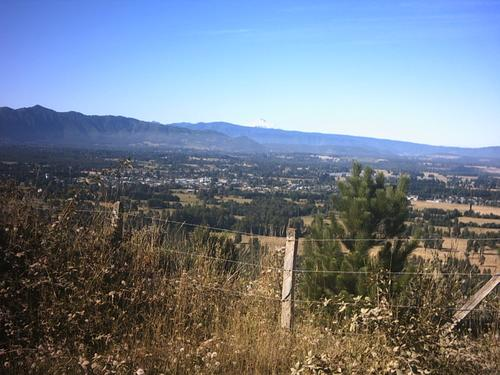

昆科（西班牙語：Cunco），是智利的城市，位於該國南部阿勞卡尼亞大區的考丁省，始建於1918年8月20日，面積1,906.5平方公里，海拔高度364米，2012年人口15,628人，人口密度每平方公里8.2人。